# ミヒャエル・ユラック
ミヒャエル・ユラック（Michael Jurack　1979年2月14日- ）はドイツのシュトラウビング出身の柔道選手。階級は100kg級。身長190cm。

## 人物
1998年の世界ジュニア100kg級で3位になった。2003年の世界選手権では7位だった。2004年のヨーロッパ選手権では5位だったものの、アテネオリンピックでは銅メダルを獲得した。2005年の世界軍人選手権大会では優勝した。

## 主な戦績
- 1998年 - 世界ジュニア　3位
- 1999年 - ミリタリーワールドゲームズ　3位
- 2000年 - 世界軍人選手権大会　3位
- 2001年 - フランス国際　3位
- 2001年 - ドイツ国際　優勝
- 2002年 - 世界軍人選手権大会　3位
- 2003年 - 世界選手権　7位
- 2004年 - ヨーロッパ選手権　5位
- 2004年 - アテネオリンピック　3位
- 2005年 - ドイツ国際　優勝
- 2005年 - 世界軍人選手権大会　優勝